# Kysucká cyklomagistrála
Kysucká cyklomagistrála je značená trasa vhodná pro cykloturistiku na Kysucích. Začíná v Kotešové a vede oblastí horních Kysuc přes Čadce, Novou Bystrici a Gbeľany do Kysuckého Nového Města . Magistrála má délku 131 km a nabízí návštěvu mnoha atraktivních míst v regionu.

## Průběh
Cyklostezka začíná první, 64 km dlouhou částí v obci Kotešová a vede silnicí II / 541 přes Velké Rovné a sedlo Semeteš do Vysokej nad Kysucou. Pokračuje osadou Nižný Kelčov přes Korňu, Hrubý Buk, Olešnú a Rakovú do Čadce.
Z okresního města vede druhá část trasy s délkou 52 km přes Vyšný koniec, Skalité, rozcestí Vrešťovka a Rovné do Oščadnice. Pokračuje k městu Krásno nad Kysucou, kde odbočuje do Bystrické doliny a vede po trase zaniklé úzkorozchodné Kysuckej lesní železnice. Prochází obcemi Zborov nad Bystricou, Klubina a Stará Bystrica do Nové Bystrice . Zde je možnost pokračovat přes osadu Vychylovka do sedla Príslop, kde navazuje cyklotrasa z polské obce Milówka.
Třetí část magistrály, dlouhá 40 km začíná v Staré Bystrici v části Hámor, odkud vede přes Radôstku a Kubíkovú do Belej v žilinském okrese. Prochází obcemi Krasňany, Gbeľan, Nededza a Kotrčiná Lúčka do Dolního Vadičova v okrese Kysucké Nové Mesto. Pokračuje Vadičovskou dolinou přes Lopušné Pažite a Radolu do Kysuckého Nového Města, kde cyklotrasa končí.